# Tubmanburg
Tubmanburg è una città della Liberia, capoluogo della contea di Bomi. Si trova a nord ovest della capitale Monrovia, in una zona collinare. Prima della Prima guerra civile della Liberia era un centro minerario per l'estrazione del ferro e dei diamanti.